# Psilanthus madurensis
Psilanthus madurensis là một loài thực vật có hoa trong họ Thiến thảo. Loài này được (Teijsm. & Binn. ex Koord.) J.-F.Leroy miêu tả khoa học đầu tiên năm 1981.